# Ricardo Morán (actor)
Ricardo Morán (Buenos Aires, 25 de mayo de 1941 - Buenos Aires, 3 de junio de 2015) fue un actor de cine, televisión y teatro argentino.

## Biografía
Se inició en el teatro independiente trabajando en obras como El preceptor, Mariana Pineda y La gata sobre el tejado de cinc caliente. También subió al escenario en compañías encabezadas por Luis Sandrini en Hoy le toca a mi mujer y El hombre piola, y por Alberto Closas en Cuerpo diplomático, en el Teatro Avenida, e integró elencos en espectáculos de revistas en los teatros El Nacional y Maipo. Fue ganador del Premio Podestá 2010.
En televisión actuó en ciclos humorísticos como Don Jacobo  (1968/1973), La tuerca (1981/1983) y Casados con hijos (2005), así como en telenovelas como Como la hiedra (1987) y Es tuya... Juan (1991).
Debutó en cine en Buenos Aires, verano 1912 (1966), un filme que no fue estrenado, y, más adelante, trabajó en Juegos de verano (1969) entre otras.
Fue una de las parejas de Thelma Stefani.
Murió el miércoles 3 de junio de 2015, en el sanatorio de La Providencia, a los 74 años, como consecuencia de una afección en los riñones. Sus restos fueron enterrados en el Cementerio de la Chacarita.

## Filmografía
Las películas en las que actuó son las siguientes:
Intérprete
- Buenos Aires, verano 1912 (1966)
- Un elefante color ilusión (1970)
- El sátiro (1970)… Alberto
- Mi amigo Luis (1972)... Cadete Andrada
- La colimba no es la guerra (1972)
- Mi hijo Ceferino Namuncurá (1972)
- Juegos de verano (1973)
- Yo gané el prode... y Ud.?  (1973)
- Hoy le toca a mi mujer (1973)
- Crimen en el hotel alojamiento (1974)
- Operación rosa rosa (1974)…Giácomo Pontevecchio
- Yo tengo fe (1974)…Ezequiel Andrade
- Carmiña (Su historia de amor)  (1975)…Pedro
- No hay que aflojarle a la vida (1975)...Rocamora
- Brigada en acción (1977)…Tito Bongiorno
- Vivir con alegría (1979)…Presentador Luna de Cristal
- Expertos en pinchazos (1979) …Gustavo
- El rey de los exhortos (1979)
- Hotel de señoritas (1979)
- El diablo metió la pata (1980)
- Locos por la música (1980)... Aparicio
- Ritmo, amor y primavera (1981)... Nino
- Un loco en acción (1983)…Martínez
- Todo o nada (1984) …Vendedor en tren
- El telo y la tele (1985)... Mecánico
- Los colimbas al ataque (1987) …Capitán Martínez
- Las locuras del extraterrestre (1988) ... Policía
- Maestro de pala (1994) ... Pirulo
- ¡¡Comiquísima!! La Revista Caliente (1994) (video humorístico)
- Adiós, abuelo (1996)

## Televisión
Algunos de sus trabajos en televisión fueron:
- Casados con hijos (2005) (Serie)
- El adiós de Dardo Parte 1 y 2 ...Cliente del bar
- Los simuladores (2003) (Serie)
- Los buscas de siempre (2000) (Serie)
- El garante (1997) (Miniserie) **Episodio #1.5
- Cebollitas (1997)
- Ricos y famosos (1997)
- Es tuya... Juan (1991) (Serie)
- Detective de señoras (1990) (Serie - Inspector Beluccio)
- Ella contra mí (1988) (Serie) …Bronca
- Como la hiedra (1987) (Serie) …Coqui
- No es un juego vivir (1985) ...Toto Santana
- La tuerca  (1981/1983)[4]
- Andrea Celeste (1979) (Serie) …Vendedor
- Don Jacobo  (1968/1973) (serie) …José[5]
- El mundo del espectáculo (1968) (Serie) 
  - Mi prima está loca

## Videoclip
- 2004  "Desearía"  Kapanga